# カトリック八幡町教会
カトリック八幡町教会（カトリックやはたまちきょうかい）は、長崎県長崎市にあるキリスト教（カトリック）の聖堂。

## 概要
1962年9月12日、中町小教区から独立。当初は、あけのほし幼稚園付属聖堂としてつくられた。後に司祭館が建てられ、主任司祭が常住するようになり小教区として独立。当時は教会よりも幼稚園の名で親しまれていた。
2015年3月、あけのほし幼稚園は閉園。幼稚園運営当時は駐車場がなかったが、閉園後入口にスロープが設置され車両の出入りが可能になった。